# West Air Sweden
A West Air Sweden é uma companhia aérea cargueira, com sede em Gotemburgo, Suécia. Seu principal Hub é o Aeroporto de Malmö, onde concentra seus principais voos. Possui uma frota de 18 aeronaves. Em 8 de janeiro de 2016, durante o voo West Air Sweden 294, uma aeronave foi perdida e duas pessoas morreram.

## Frota

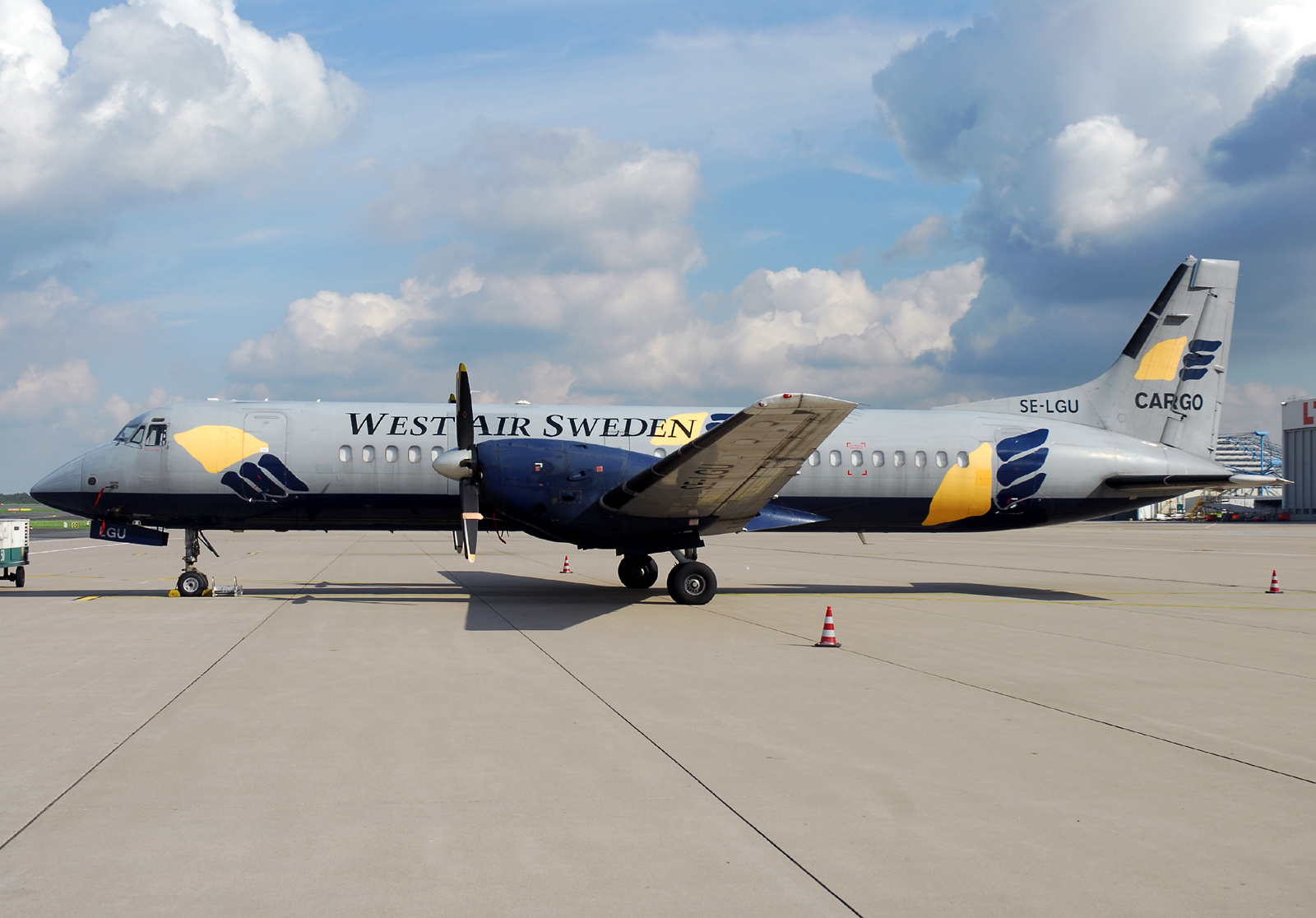
British Aerospace ATP da West Air Sweden.

Em agosto de 2016.
- 3 Boeing 767-200SF
- 33 British Aerospace ATPF
- 2 Bombardier CRJ200LRF